# Uperoleia mimula
Uperoleia mimula là một loài ếch thuộc họ Myobatrachidae.
Đây là loài đặc hữu của Úc.
Môi trường sống tự nhiên của chúng là đầm nước nhiệt đới hoặc cận nhiệt đới, xavan khô, xavan ẩm, đồng cỏ nhiệt đới hoặc cận nhiệt đới vùng ngập nước hoặc lụt theo mùa, hồ nước ngọt có nước theo mùa, và đầm nước ngọt có nước theo mùa.

## Hình ảnh

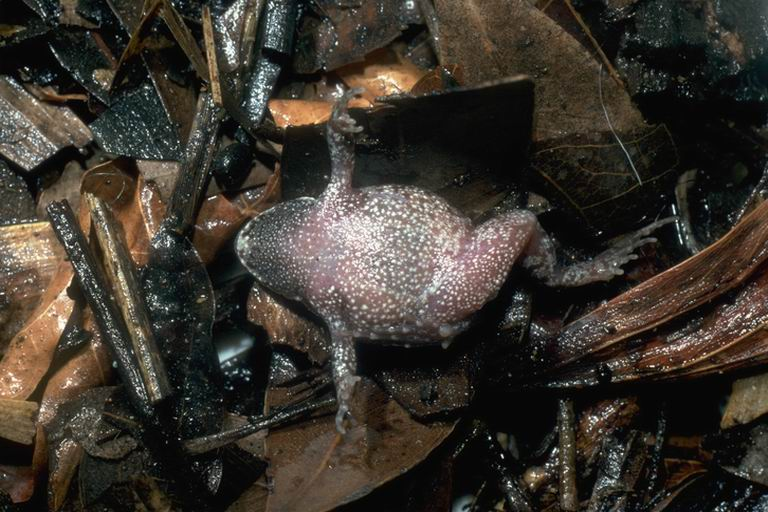
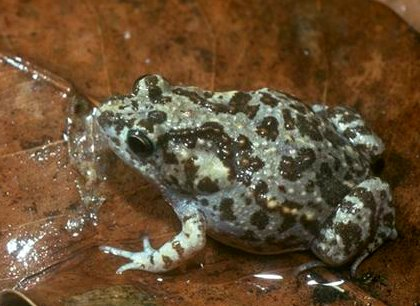
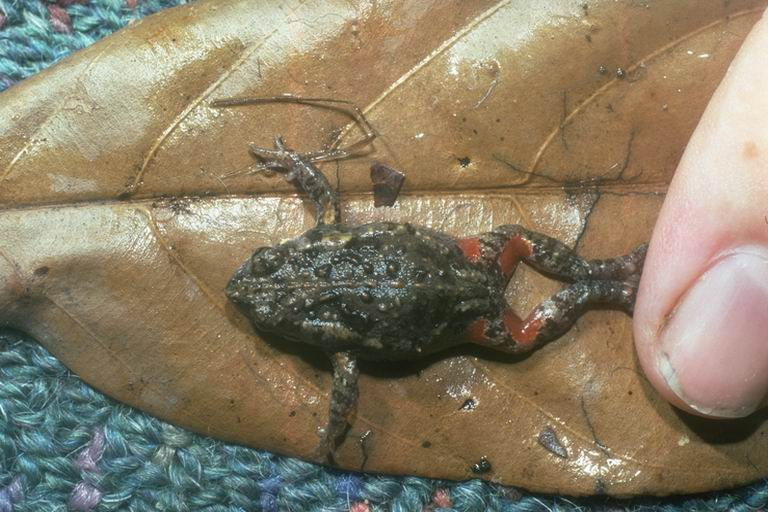
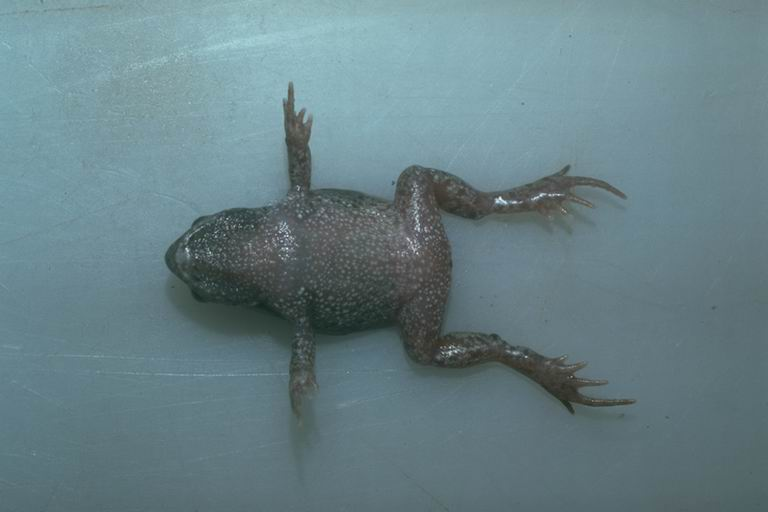